# Felix Skowronek
Felix Skowronek (21 août 1935 – 17 avril 2006) est un flûtiste et professeur de musique américain.

## Biographie
Skowronek a étudié à Seattle pendant plusieurs étés avec Donald Peck et Frank Horsfall. Il travaille ensuite avec William Kincaid à l'Institut Curtis.
Skowronek a occupé la place de premier flûtiste à l'Orchestre symphonique de Seattle (1956–57 et 1959–60), à l'Orchestre symphonique du 70e régiment (1957–59), à l'Orchestre symphonique de Puerto Rico (1960–66) et à l'Orchestre symphonique de Saint Louis (1966–68), et a été membre de l'orchestre du Festival Casals de Porto Rico. Il est membre fondateur du quintette à vent Soni Ventorum.
Il devient professeur au Conservatoire de musique de Porto Rico, puis à l'Université de Washington. Il a également été président de la National Flute Association et de la Seattle Flute Society.
Il est une figure majeure du renouveau de l'utilisation des flûtes en bois de type Boehm aux USA. C'était un expert dans l'utilisation des divers bois dans la construction des flûtes et il a été consultant de la compagnie Powell Flutes, ce qui a été déterminant dans sa tentative de réintroduire la flûte traversière en bois aux États-Unis.